# Great Coasters International
Great Coasters International, Inc. (abbreviato in GCI o GCII) è un'azienda statunitense, con sede a Sunbury, in Pennsylvania, specializzata nella costruzione di montagne russe, che ha realizzato numerose attrazioni dalla sua fondazione nel 1994 ad oggi. A partire dal 2006,  con Thunderbird a PowerPark, in Finlandia, l'azienda si è espansa oltre gli Stati Uniti e ha iniziato a costruire montagne russe in Europa e in Asia. Günter Engelhardt GmbH gestisce i diritti di marketing dell'azienda in Europa. Oltre a progettare e costruire nuove montagne russe, GCI rinnova e restaura anche montagne russe preesistenti, indipendentemente dall'azienda costruttrice.
Le montagne russe di GCI sono famose per le loro discese in curva, i loro tracciati contorti e la percezione che danno di alta velocità. Elementi come il fly-by e il fly-through (letteralmente "passare vicino" e "passare attraverso") della stazione si possono trovare in molte delle loro creazioni.

## Storia
GCI fu fondata nel 1994 da Mike Boodley e Clair Hain. Boodley era un designer di montagne russe che lavorava per Custom Coasters International e Hain aveva guadagnato una reputazione di mastro costruttore di montagne russe. Nel 1996 la società aprì Wildcat a Hershey Park, la loro prima montagna russa, che conteneva molti degli elementi distintivi per i quali la società sarebbe presto diventata nota: curve strette e rapidi elementi di transizione. Nel 2005, Boodley si ritirò e assegnò a Jeff Pike la responsabilità di capo progettista dell'azienda. Il primo ottovolante a cui Pike ne è accreditata la progettazione è Kentucky Rumbler a Beech Bend Park, vicino a Bowling Green, Kentucky. Sebbene GCI abbia effettuato delle sostituzioni di binari su alcune montagne russe, non ne ha compiute molte. Uno dei più importanti re-tracking (come nel gergo tecnico la procedura è nota) fu effettuato nel 2016 su GhostRider a Knott's Berry Farm. L'attrazione, che mostrava segni di invecchiamento, aveva un bisogno urgente di rinnovamento, e, inizialmente scelta l'azienda Rocky Mountain Construction per effettuare il re-tracking, Cedar Fair alla fine decise di lavorare con GCI.

## Treni

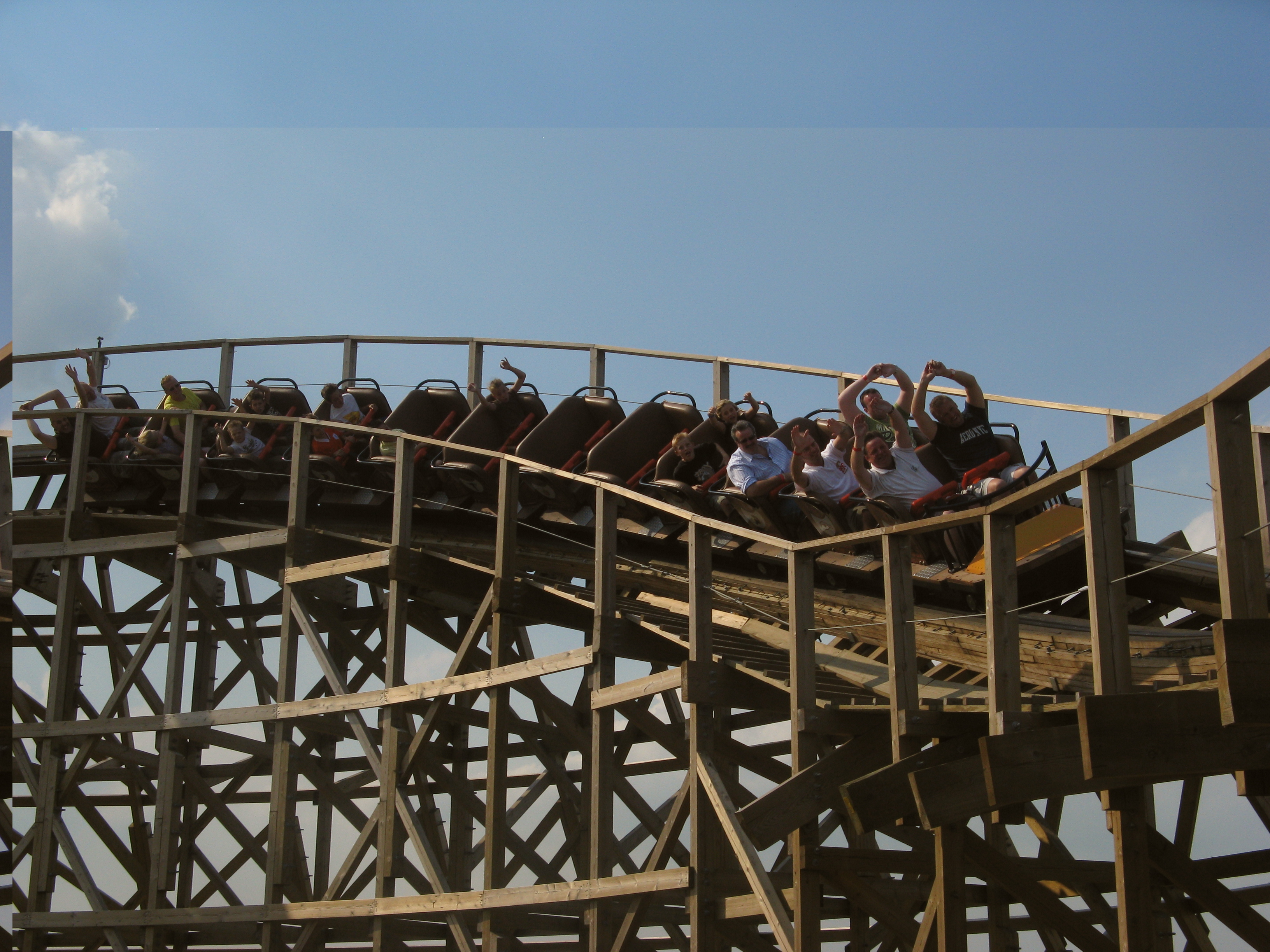
Troy a Toverland è una delle montagne russe di GCI che opera con treni del modello Millennium Flyer

La maggior parte delle montagne russe di GCI operano con un modello di treno denominato "Millennium Flyer", che è progettato dall'azienda internamente. L'unica eccezione è Roar a Six Flags America, che funziona con i treni di Philadelphia Toboggan Coasters. Gwazi a Busch Gardens Tampa Bay e la prima montagna russa di GCI, Wildcat a Hersheypark, inizialmente operavano con treni PTC quando furono inaugurate, ma da allora entrambi gli ottovolanti sono stati modificati per funzionare con i treni Millennium Flyer.
I treni Millennium Flyer sono noti per i loro sedili imbottiti, che consentono ai passeggeri di stare comodi per tutta la durata della corsa. Questi treni contengono anche sbarre di protezione individuali che si abbassano automaticamente e si bloccano in una posizione non troppo fastidiosa per il passeggero, consentendo inoltre tempi di carico e scarico più rapidi. I treni Millennium Flyer sono facilmente identificabili grazie alla facciata frontale del loro primo vagone, la quale è simile a un cancello, di solito personalizzato con il logo dell'attrazione su cui operano.

## Installazioni
Al 2019, Great Coasters International ha costruito 29 montagne russe in tutto il mondo.
| Nome                                                               | Modello                 | Parco                       | Stato       | Apertura | Status                               | Fonte |
| ------------------------------------------------------------------ | ----------------------- | --------------------------- | ----------- | -------- | ------------------------------------ | ----- |
| Wildcat                                                            | Wood Support Structure  | Hersheypark                 | Stati Uniti | 1996     | Operativa                            | [ 4 ] |
| Roar                                                               | Wood Support Structure  | Six Flags America           | Stati Uniti | 1998     | Operativa                            | [ 4 ] |
| Roar                                                               | Wood Support Structure  | Six Flags Discovery Kingdom | Stati Uniti | 1999     | Convertita Ora nota come The Joker   | [ 4 ] |
| Gwazi                                                              | Wood Support Structure  | Busch Gardens Tampa         | Stati Uniti | 1999     | Non operativa (conversione in corso) | [ 4 ] |
| Lightning Racer                                                    | Wood Support Structure  | Hersheypark                 | Stati Uniti | 2000     | Operativa                            | [ 4 ] |
| Ozark Wildcat                                                      | Wood Support Structure  | Celebration City            | Stati Uniti | 2003     | Demolita                             | [ 4 ] |
| Thunderhead                                                        | Wood Support Structure  | Dollywood                   | Stati Uniti | 2004     | Operativa                            | [ 4 ] |
| Thunderbird                                                        | Wood Support Structure  | PowerLand                   | Finlandia   | 2006     | Operativa                            | [ 4 ] |
| Kentucky Rumbler                                                   | Wood Support Structure  | Beech Bend                  | Stati Uniti | 2006     | Operativa                            | [ 4 ] |
| Renegade                                                           | Wood Support Structure  | Valleyfair                  | Stati Uniti | 2007     | Operativa                            | [ 4 ] |
| Troy                                                               | Wood Support Structure  | Toverland                   | Paesi Bassi | 2007     | Operativa                            | [ 4 ] |
| American Thunder Precedentemente Evel Knievel                      | Wood Support Structure  | Six Flags St. Louis         | Stati Uniti | 2008     | Operativa                            | [ 4 ] |
| El Toro                                                            | Wood Support Structure  | Freizeitpark Plohn          | Germania    | 2009     | Operativa                            | [ 4 ] |
| Prowler                                                            | Wood Support Structure  | Worlds of Fun               | Stati Uniti | 2009     | Operativa                            | [ 4 ] |
| Apocalypse The Ride Precedentemente Terminator Salvation: The Ride | Wood Support Structure  | Six Flags Magic Mountain    | Stati Uniti | 2009     | Operativa                            | [ 4 ] |
| Joris en de Draak                                                  | Wood Support Structure  | Efteling                    | Paesi Bassi | 2010     | Operativa                            | [ 4 ] |
| Wood Coaster                                                       | Wood Support Structure  | Knight Valley               | Cina        | 2011     | Operativa                            | [ 4 ] |
| Wodan Timbur Coaster                                               | Wood Support Structure  | Europa Park                 | Germania    | 2012     | Operativa                            | [ 4 ] |
| White Lightning                                                    | Steel Support Structure | Fun Spot America Orlando    | Stati Uniti | 2013     | Operativa                            | [ 4 ] |
| Gold Striker                                                       | Wood Support Structure  | California's Great America  | Stati Uniti | 2013     | Operativa                            | [ 4 ] |
| Python in Bamboo Forest                                            | Wood Support Structure  | Nanchang Sunac Land         | Cina        | 2016     | Operativa                            | [ 4 ] |
| Jungle Dragon                                                      | Wood Support Structure  | Happy Valley Chongqing      | Cina        | 2017     | Operativa                            | [ 4 ] |
| Heidi: The Ride                                                    | Wood Support Structure  | Plopsaland De Panne         | Belgio      | 2017     | Operativa                            | [ 4 ] |
| InvadR                                                             | Steel Support Structure | Busch Gardens Williamsburg  | Stati Uniti | 2017     | Operativa                            | [ 4 ] |
| Mystic Timbers                                                     | Wood Support Structure  | Kings Island                | Stati Uniti | 2017     | Operativa                            | [ 4 ] |
| Great Desert-Rally                                                 | Wood Support Structure  | Happy Valley Chengdu        | Cina        | 2017     | Operativa                            | [ 4 ] |
| Wicker Man                                                         | Wood Support Structure  | Alton Towers                | Regno Unito | 2018     | Operativa                            | [ 4 ] |
| Wilkołak                                                           | Wood Support Structure  | Majaland Kownaty            | Polonia     | 2019     | Operativa                            | [ 4 ] |
| Texas Stingray                                                     | Steel Support Structure | SeaWorld San Antonio        | Stati Uniti | 2020     | Operativa                            | [ 4 ] |